# Hjertebladet fliglæbe
Hjertebladet fliglæbe (Neottia cordata) er en 5-20 cm høj orkidé, der er udbredt cirkumpolart i Europa, det nordlige Asien og Nordamerika. Den vokser i nåleskove, i heder mellem lyng eller i tørvemoser.
Det er en spæd plante med to modsatte, hjerteformede blade midt på stænglen og brunlige blomster i en kort klase. Blomstringen sker i Danmark i juni-juli. Her er den sjælden i kalkfattige nåleskove i Nordjylland. I det øvrige land er arten meget sjælden.
I Norge og Sverige er hjertebladet fliglæbe helt almindelig, hvor den f.eks. vokser i mosrige nåleskove og i fjeldet langt mod nord. I Grønland findes arten i frodige heder og urtelier på vestkysten mod nord til Disko.